# Zuzana Bubílková
Zuzana Bubílková (* 11. května 1952 Gottwaldov), přezdívaná Bubu, je česká komička, televizní novinářka, publicistka a moderátorka. Jejími nejznámějšími televizními a divadelními pořady se staly politicky laděné satirické cykly, které připravovala společně s Miloslavem Šimkem.
Dále měla pořad na ČT Co týden vzal, na tv Barrandov Politická střelnice, na tv Regina Bubu show, na A11 Polibte si preference a Na Palici. Je hlasem i Radia Impuls, kde má svou rubriku.

## Život
Narodila se v Gottwaldově manželům Bohumíru a Ludmile Bubílkovým. Své první roky prožila v Holešově, ale ještě během dětství se i s rodiči přestěhovala do Martina na Slovensku. Po ukončení studia žurnalistiky v Bratislavě nastoupila jako redaktorka do hudebního měsíčníku Populár, než jí bylo v roce 1974 přiděleno místo v bratislavském studiu Československého rozhlasu, kde působila (jako první žena) v pořadu Pozor, zákruta!.
Po svatbě přijala příjmení Bohunovská a počátkem 80. let porodila syna Tomáše. Roku 1982 její manžel emigroval, následkem čehož přišla o místo v Československém rozhlasu a byla vyšetřována StB. Ve stejné době čekala druhé dítě, které následně potratila. Po rozvodu, který se táhl několik let, se vrátila ke svému rodnému příjmení.
V Československé televizi společně s Otou Černým uváděla pořad Co týden dal. Po rozpadu Československa přesídlila do České republiky a pracovala v České televizi, souběžně s tím také v soukromém rádiu Frekvence 1. Z té doby pochází také její první kontakty s Divadlem Jiřího Grossmanna, kde zpočátku vystupovala v pořadech Miloslava Šimka nejprve pohostinsky, později pravidelně a systematicky. Od roku 1995 pak také pravidelně vystupovali se satirickým pořadem S politiky netančím na veřejnoprávní České televizi a později pod názvem Politické harašení aneb S politiky stále netančíme na TV Nova. Ve své divadelní činnosti na TV Nova pokračovala i po úmrtí (2004) svého jevištního partnera Miloslava Šimka. Kvůli nemoci (rakovina štítné žlázy) ale musela na čas skončit.
Na začátku roku 2008 se vrátila na ČT1 a moderovala pořad Co týden vzal. Ale v polovině roku 2008 její pořad zrušili kvůli narážce na Tomáše Cikrta. Od roku 2009 do roku 2013 se objevovala na tehdy nové televizní stanici TV Barrandov (např. pořady Politická střelnice, Bubu hledá chlapa,...) a od srpna 2013 byla moderátorkou na Šlágr TV. Od března 2014 bylo možné Zuzanu Bubílkovou vidět na TV Regina v pořadech BUBU show a Kamarádky. Od dubna 2018 glosuje aktuální dění v pořadu Bez urážky! na Blesk TV. Je také moderátorkou Rádia Impuls.
Zahrála si také v seriálu Stopy života a jezdí besedy s Jiřím Krampolem.
Od roku 2018 spolupracuje se zpěvákem Nathanielem Filipem. Společně vystupují s hudebně-zábavným představením Šansony a BUBU fóry!
Zuzana Bubílková bydlí už léta v Levém Hradci u středočeských Roztok. Její syn Tomáš vystudoval v USA, kde také žije a má i občanství.

## Vydaná díla
| Rok vydání | Název | Spoluautoři                   | Obsah | Formát      |
| ---------- | --- | ----------------------------- | --- | ----------- |
| 1993       | Co kamery neviděly |                               | autobiografické vzpomínky politické komentátorky na události v české a slovenské televizi v letech 1989–1993 | kniha       |
| 1993       | Co týden (ne)dal | Ota Černý                     | Autobiografická kniha o moderování diskusních pořadů Československé a později České televize. Moderátoři populárního publicistického pořadu Co týden dal vyprávějí různé historky z natáčení. | kniha       |
| 1994       | Politici v Pressu |                               | souhrn nejzajímavějších rozhovorů se špičkovými politiky, které autorka vyzpovídala během svého působení na Frekvenci 1 | kniha       |
| 1994       | Zle matičko zle, politici zde                                                                                                  | Miloslav Šimek                | Zuzana Bubílková a Miloslav Šimek hovoří vážně i nevážně o politice na jevišti Divadla Jiřího Grossmanna pro rádio Frekvence 1. | audiozáznam |
| 1995       | S politiky netančím | Miloslav Šimek, Lešek Semelka | dialogy a písničky (S politiky netančím, Vyznání, Ropácká a Aférová) ze stejnojmenného televizního pořadu | audiozáznam |
| 1996       | Skandální odhalení! Zuzana Bubílková a Miloslav Šimek s politiky netančí: to nejlepší z televizních pořadů S politiky netančím | Miloslav Šimek, Lešek Semelka | | audiozáznam |
| 1997       | Politici nevyhynou : ...ale snažit se o to musíme                                                                              | Miloslav Šimek                | výběr nejlepších skečů, dialogů a scének z televizního pořadu S politiky netančím | kniha       |
| 1998       | Politická inventura | Miloslav Šimek                | Záznam podstatné části představení, které je více než ohlédnutím za tím nejlepším z pořadů S politiky netančím. | audiozáznam |
| 1998       | Politická kámasútra aneb Polibte si preference                                                                                 | Miloslav Šimek                | další kniha politické satiry a humoru z televizních pořadů S politiky netančím | kniha       |
| 1999       | Politická záchytka aneb S politiky do němoty                                                                                   | Miloslav Šimek                | Třetí svazek kabaretních výstupů a skečů z televizního pořadu S politiky netančím prezentující dialogy, které spolu autoři vedou na téma věčné a vděčné: politika a její provozovatelé. | kniha       |
| 2000       | Politické mraveniště, aneb, Samý Pytlík, žádný Ferda                                                                           | Miloslav Šimek                | | kniha       |
| 2001       | Politický orloj, aneb, Figurky se vracejí                                                                                      | Miloslav Šimek                | Další svazek politické satiry, jejímiž autory a interprety jsou Zuzana Bubílková s Miloslavem Šimkem. | kniha       |
| 2002       | Komu není shůry dáno v politice nekoupí                                                                                        | Miloslav Šimek                | výbor z dialogů Zuzany Bubílkové s Miloslavem Šimkem | kniha       |
| 2003       | Zuzana Bubílková a Miloslav Šimek varují: Politika škodí zdraví                                                                | Miloslav Šimek                | Sbírka postřehů, aforismů, úvah, glos, sentencí a samozřejmě otázek a odpovědí, jejichž autoři se zaměřili na českou realitu po listopadu 89. Politická satira, jejíž součástí jsou vtipy z rádia Bubu, je uvedena mottem: Tato knížka je nevalné úrovně. Jinak to ani být nemůže. Zabývá se totiž převážně naší politickou scénou. | kniha       |
| 2008       | Celebrity |                               | román: Televizní moderátorka Klára Fišerová má pestrý soukromý život a jde svou vlastní cestou k úspěchu, který se někdy obrací proti ní. | kniha       |